# Polydesmus pulcher
Polydesmus pulcher är en mångfotingart som beskrevs av Filippo Silvestri 1894. Polydesmus pulcher ingår i släktet Polydesmus och familjen plattdubbelfotingar. Inga underarter finns listade i Catalogue of Life.